# 寿フーズ
寿フーズは、広島県を中心に複数の飲食店をチェーン展開していた企業である。

## 概要
本社所在地は広島県広島市西区。
前身であるピコム(株)が1990年にコトブキシステム（株）と合併、
同社レイゾン事業部として事業展開後、2004年に再び分社独立して設立された。
広島県を中心に「和さび」「大こん」「叙寿苑」「食多楽」「赤鬼」「蓮根」「Lusso」等、
複数の飲食店を展開していたが、2013年に大部分の事業を(株)ゆたかフーズ（現・バルコムフーズ）に譲渡、
その他の事業についても事業譲渡し事業を停止。